# Premis Internacionals Terenci Moix
Els Premis Internacionals Terenci Moix de Literatura, Cinematografia, Músiques i Arts Escèniques són uns premis creats el 2005 per mantenir viva la memòria de Terenci Moix, així com subratllar els valors associats a la seva figura, com són la defensa dels drets humans i la lluita contra la injustícia social. S'han celebrat entre 2005 i 2013. El 2014, després de la mort d'Anna Maria Moix, els hereus van comentar que "deixen de tenir sentit" i no van convocar l'edició de 2014, sense confirmar si els premis es cancel·len completament o es reprendran el 2015.

## Característiques
El jurat, format per una trentena de persones del món de la cultura i les arts, i amics de Terenci Moix reconeixen, inicialment, tres trajectòries artístiques en els camps del cinema, la literatura i les arts escèniques, així com una novel·la entre cinc de publicades l'any anterior. El 2006, per iniciativa d'Anna Maria Moix, germana de Terenci, s'institueixen dues noves categories, el personatge de l'any en arts escèniques així com el personatge cinematogràfic de l'any. També es va crear una nova distinció, un premi revelació, que no necessàriament s'atorgarà cada any, i a partir del 2012 es van crear també els premis pels camps de la poesia i la música. Els guardons són presidits per l'alcalde de Barcelona i pel president de la Generalitat de Catalunya i es lliuraven el dia de Sant Jordi primer a l'Ajuntament i després al Gran Teatre del Liceu, i entre 2011 i 2013 al setembre al Palau de la Música Catalana.
Els premiats reben un euro simbòlic, acompanyat d'una perla negra, una ploma estilogràfica i d'una escultura de Frederic Amat: un peix de terracota embolicat en una serigrafia.

## Guardons

### 1a edició: 2005[2]
Literatura
- Trajectòria literària: José Luis Sampedro
- Llibre de l'any 2004: Amin Maalouf, per Orígenes

Cinematografia
- Trajectòria en cinema: Julie Christie

Arts escèniques
- Trajectòria en arts escèniques: Núria Espert

### 2a edició: 2006[4][3]
Literatura
- Trajectòria literària: Ana María Matute
- Llibre de l'any 2005: José Manuel Caballero Bonald per Manual de infractores

Cinematografia
- Trajectòria en cinema: Luis García Berlanga
- Personatge cinematogràfic de l'any: Montxo Armendáriz per la pel·lícula Obaba
- Personatge revelació de l'any: Mercedes Álvarez per la pel·lícula El cielo gira

Arts escèniques
- Trajectòria en arts escèniques: Teatro de La Abadía
- Personatge de l'any en arts escèniques: Daniel Barenboim

### 3a edició: 2007[10]
Literatura
- Trajectòria literària: Pere Gimferrer
- Llibre de l'any, assaig: Jorge M. Reverte, per La caída de Cataluña
- Llibre de l'any, ficció: Imma Monsó, per Un home de paraula

Cinematografia
- Trajectòria cinematogràfica: Margarita Lozano, actriu
- Pel·lícula de l'any: Pedro Almodóvar, per Volver

Arts escèniques
- Trajectòria en arts escèniques: Irene Papas, actriu
- Espectacle de l'any: Josep Maria Pou, per La Cabra o ¿quién es Sylvia?, d'Edward Albee

Premi Especial del Jurat
- Premi Especial: Anna Politkóvskaia, a títol pòstum

### 4a edició: 2008[11]
Literatura
- Trajectòria literària: Claudio Magris
- Llibre de l'any, assaig: Eugenio Trías, per El canto de las sirenas: argumentos musicales
- Llibre de l'any, ficció: Antonio Lobo Antúnes, per Ayer no te vi en Babilonia

Cinematografia
- Trajectòria cinematogràfica: Manoel de Oliveira, director
- Pel·lícula de l'any: Gracia Querejeta, per 7 mesas de billar francés

Arts escèniques
- Trajectòria en arts escèniques: Jaume Aragall, tenor
- Espectacle de l'any: Àlex Rigola i Pablo Ley, per 2666, de Roberto Bolaño

Premi Especial del Jurat
- Premi Especial: Elisenda Nadal, pels seus 50 anys de treball a la revista Fotogramas

### 5a edició: 2009[9][12]
Literatura
- Trajectòria literària: Phyllis Dorothy James, internacionalment coneguda com a P.D. James
- Llibre de l'any, assaig: Gabriel Jackson per Juan Negrín, médico, socialista y jefe de gobierno de la II República
- Llibre de l'any, ficció: Eduardo Mendoza per El asombroso viaje de Pomponio Flato

Cinematografia
- Trajectòria cinematogràfica: Hanna Schygulla, actriu
- Pel·lícula de l'any: Obsluhoval jsem anglického krále, de Jiří Menzel

Arts escèniques
- Trajectòria en arts escèniques: Tom Stoppard, dramaturg
- Espectacle de l'any: l'òpera Death in Venice, amb música de Benjamin Britten i llibret de Myfanwy Piper, basat en la novel·la homònima de Thomas Mann

Premi Especial del Jurat
- Premi Especial: Rosa Maria Sardà, actriu

### 6a edició: 2010[7][13]
Literatura
- Trajectòria literària: Jorge Semprún
- Llibre de l'any, assaig: Javier Cercas per Anatomia d'un instant
- Llibre de l'any, ficció: Nélida Piñon per Cor andariega

Cinematografia
- Trajectòria cinematogràfica: Costa-Gavras, director
- Pel·lícula de l'any: Déjame entrar, de Tomas Alfredson

Arts escèniques
- Trajectòria en arts escèniques: Maria del Mar Bonet, cantant
- Espectacle de l'any: Sergi López pel monòleg teatral Non solum

Premi Especial del Jurat
- Premi Especial: Carme Balcells, per la seva carrera com a agent literària

### 7a edició: 2011[14][8][15]
Literatura
- Trajectòria literària: Adonis (Ali Ahmad Said Esber), poeta
- Llibre de l'any, assaig: Juan Eduardo Zúñiga per Desde los bosques nevados
- Llibre de l'any, ficció: David Grossman per La vida sencera
- Crònica: Jean Daniel, fundador de Le Nouvelle Observateur

Cinematografia
- Trajectòria cinematogràfica: Theo Angelópulos
- Pel·lícula de l'any: Pa negre, d'Agustí Villaronga

Arts escèniques
- Trajectòria en arts escèniques: Carles Santos
- Espectacle de l'any: Autorretrato, de la bailaora i coreògrafa María Pagés

Premi Especial del Jurat
- Premi Especial: Colita, fotògrafa

### 8a edició: 2012[6][16][17]
Literatura
- Trajectòria literària: Javier Marías
- Llibre de l'any, assaig: Sami Naïr per La lección tunecina
- Llibre de l'any, ficció: Laurent Binet per HHhH
- Literatura i cròniques: Maruja Torres
- Poesia: Perejaume per Pagèsiques

Cinematografia
- Pel·lícula de l'any: Kike Mora, per la producció de De tu ventana a la mía
- Trajectòria cinematogràfica: Ángela Molina, actriu

Arts escèniques
- Trajectòria en arts escèniques: Tamara Rojo, primera ballarina del London Royal Ballet i directora del National Ballet
- Espectacle de l'any: Wajdi Mouawad, autor d'Incendis
- Música: Sílvia Pérez Cruz, cantant
- Trajectòria musical: Julitette Grecò, cantant i actriu

Premi Especial del Jurat
- Premi Especial: Gonzalo Suárez

### 9a edició: 2013[18]
Literatura
- Trajectòria literària: Julian Barnes
- Llibre de l'any, assaig: Carme Riera per Temps d'innocència
- Llibre de l'any, ficció: Philipp Blom per Gente peligrosa
- Literatura i cròniques: Jon Lee Anderson, per les seves cròniques a The New Yorker

Cinematografia
- Trajectòria cinematogràfica: Maribel Verdú
- Pel·lícula de l'any: Juan Antonio Bayona per The Impossible

Arts escèniques
- Trajectòria en arts escèniques: Lluís Pasqual
- Trajectòria en escenografia: Frederic Amat
- Espectacle de l'any: Lluís Homar i Eduard Fernández per l'obra Adreça desconeguda

Premi Especial del Jurat
- Premi Especial: Raimon, perls seus 50 anys sobre els escenaris